# Interlands Italiaans voetbalelftal 1950-1959
Deze pagina toont een chronologisch en gedetailleerd overzicht van de interlands die het Italiaans voetbalelftal heeft gespeeld in de periode 1950 – 1959.

## Interlands

### 1950
|                                                                      |                                             |       |                   |                                                                                   |
| 5 maart Vriendschappelijk № 174 «onderlinge duels» 15:00 uur (UTC+1) | Italië                                      | 3 – 1 | België            | Stadio Comunale, Bologna Toeschouwers: 54.750 Scheidsrechter: Alois Beranek (AUT) |
| 5 maart Vriendschappelijk № 174 «onderlinge duels» 15:00 uur (UTC+1) | Ermes Muccinelli 38', 53' Amedeo Amadei 63' |       | 14' Freddy Chaves | Stadio Comunale, Bologna Toeschouwers: 54.750 Scheidsrechter: Alois Beranek (AUT) |

| |                    |       |        |                                                                              |
| 2 april Centraal-Europese Internationale Beker 1948-1953 № 175 «onderlinge duels» 16:30 uur (UTC+1) | Oostenrijk         | 1 – 0 | Italië | Praterstadion, Wenen Toeschouwers: 63.000 Scheidsrechter: Henry Pearce (ENG) |
| 2 april Centraal-Europese Internationale Beker 1948-1953 № 175 «onderlinge duels» 16:30 uur (UTC+1) | Ernst Melchior 52' |       |        | Praterstadion, Wenen Toeschouwers: 63.000 Scheidsrechter: Henry Pearce (ENG) |

| Wereldkampioenschap voetbal 1950 |
| -------------------------------- |

|                                                                    |                                           |       |                                              |                                                                                     |
| 25 juni WK 1950 Groep C № 176 «onderlinge duels» 15:00 uur (UTC−3) | Italië                                    | 2 – 3 | Zweden                                       | Estádio do Pacaembu, São Paulo Toeschouwers: 36.502 Scheidsrechter: Jean Lutz (SUI) |
| 25 juni WK 1950 Groep C № 176 «onderlinge duels» 15:00 uur (UTC−3) | Hasse Jeppson 25', 68' Sune Andersson 33' |       | 7' Riccardo Carapellese 75' Ermes Muccinelli | Estádio do Pacaembu, São Paulo Toeschouwers: 36.502 Scheidsrechter: Jean Lutz (SUI) |

|                                                                   |                                                |       |          |                                                                                        |
| 2 juli WK 1950 Groep C № 177 «onderlinge duels» 15:00 uur (UTC−3) | Italië                                         | 2 – 0 | Paraguay | Estádio do Pacaembu, São Paulo Toeschouwers: 25.811 Scheidsrechter: Arthur Ellis (ENG) |
| 2 juli WK 1950 Groep C № 177 «onderlinge duels» 15:00 uur (UTC−3) | Riccardo Carapellese 12' Egisto Pandolfini 62' |       |          | Estádio do Pacaembu, São Paulo Toeschouwers: 25.811 Scheidsrechter: Arthur Ellis (ENG) |

|  |  |  |  |  |  |  |  |  |

### 1951
|                                                                      |                   |       |                                                                           |                                                                                  |
| 8 april Vriendschappelijk № 178 «onderlinge duels» 16:00 uur (UTC+1) | Portugal          | 1 – 4 | Italië                                                                    | Estádio Nacional, Oeiras Toeschouwers: 50.000 Scheidsrechter: William Ling (ENG) |
| 8 april Vriendschappelijk № 178 «onderlinge duels» 16:00 uur (UTC+1) | Jesus Correia 85' |       | 7' Egisto Pandolfini 14' Renzo Burini 59' Amedeo Amadei 72' Gino Cappello | Estádio Nacional, Oeiras Toeschouwers: 50.000 Scheidsrechter: William Ling (ENG) |

|                                                                    |        |       |             |                                                                       |
| 6 mei Vriendschappelijk № 179 «onderlinge duels» 15:30 uur (UTC+1) | Italië | 0 – 0 | Joegoslavië | San Siro, Milaan Toeschouwers: 50.000 Scheidsrechter: Jean Lutz (SUI) |
| 6 mei Vriendschappelijk № 179 «onderlinge duels» 15:30 uur (UTC+1) |        |       |             | San Siro, Milaan Toeschouwers: 50.000 Scheidsrechter: Jean Lutz (SUI) |

|                                                                     |                                                                    |       |                    |                                                                                   |
| 3 juni Vriendschappelijk № 180 «onderlinge duels» 16:00 uur (UTC+1) | Italië                                                             | 4 – 1 | Frankrijk          | Stadio Luigi Ferraris, Genua Toeschouwers: 52.500 Scheidsrechter: Jean Lutz (SUI) |
| 3 juni Vriendschappelijk № 180 «onderlinge duels» 16:00 uur (UTC+1) | Benito Lorenzi 37', 56' Amedeo Amadei 67' Gino Cappello 87' (pen.) |       | 34' Jean Grumellon | Stadio Luigi Ferraris, Genua Toeschouwers: 52.500 Scheidsrechter: Jean Lutz (SUI) |

|                                                                          |                          |       |                  |                                                                                   |
| 11 november Vriendschappelijk № 181 «onderlinge duels» 15:00 uur (UTC+1) | Italië                   | 1 – 1 | Zweden           | Stadio Comunale, Florence Toeschouwers: 70.000 Scheidsrechter: William Ling (ENG) |
| 11 november Vriendschappelijk № 181 «onderlinge duels» 15:00 uur (UTC+1) | Amedeo Amadei 56' (pen.) |       | 6' Gösta Löfgren | Stadio Comunale, Florence Toeschouwers: 70.000 Scheidsrechter: William Ling (ENG) |

| |             |       |                         |                                                                                     |
| 25 november Centraal-Europese Internationale Beker 1948-1953 № 182 «onderlinge duels» 14:30 uur (UTC+1) | Zwitserland | 1 – 1 | Italië                  | Stadio di Cornaredo, Lugano Toeschouwers: 32.000 Scheidsrechter: William Ling (ENG) |
| 25 november Centraal-Europese Internationale Beker 1948-1953 № 182 «onderlinge duels» 14:30 uur (UTC+1) | Riva 15'    |       | 84' Giampiero Boniperti | Stadio di Cornaredo, Lugano Toeschouwers: 32.000 Scheidsrechter: William Ling (ENG) |

### 1952
|                                                                          |                           |       |        |                                                                                 |
| 24 februari Vriendschappelijk № 183 «onderlinge duels» 15:00 uur (UTC+1) | België                    | 2 – 0 | Italië | Heizelstadion, Brussel Toeschouwers: 55.531 Scheidsrechter: Paul Wyssling (SUI) |
| 24 februari Vriendschappelijk № 183 «onderlinge duels» 15:00 uur (UTC+1) | José Moës 24' (pen.), 35' |       |        | Heizelstadion, Brussel Toeschouwers: 55.531 Scheidsrechter: Paul Wyssling (SUI) |

|                                                                     |                   |       |                 |                                                                                           |
| 18 mei Vriendschappelijk № 184 «onderlinge duels» 16:00 uur (UTC+1) | Italië            | 1 – 1 | Engeland        | Stadio Artemio Franchi, Florence Toeschouwers: 93.000 Scheidsrechter: Alois Beranek (AUT) |
| 18 mei Vriendschappelijk № 184 «onderlinge duels» 16:00 uur (UTC+1) | Amedeo Amadei 58' |       | 4' Ivor Broadis | Stadio Artemio Franchi, Florence Toeschouwers: 93.000 Scheidsrechter: Alois Beranek (AUT) |

| Olympische Zomerspelen 1952 |
| --------------------------- |

|                                                                                | |       |                  |                                                                                 |
| 16 juli Olympische Spelen Voorronde № 185 «onderlinge duels» 19:00 uur (UTC+2) | Italië | 8 – 0 | Verenigde Staten | Ratina Stadion, Tampere Toeschouwers: 15.342 Scheidsrechter: Arthur Ellis (ENG) |
| 16 juli Olympische Spelen Voorronde № 185 «onderlinge duels» 19:00 uur (UTC+2) | Aredio Gimona 3', 50', 75' Egisto Pandolfini 16', 61' Arcadio Venturi 27' Alberto Fontanesi 51' Amos Mariani 87' |       |                  | Ratina Stadion, Tampere Toeschouwers: 15.342 Scheidsrechter: Arthur Ellis (ENG) |

|                                                                                   |                             |       |        |                                                                                            |
| 21 juli Olympische Spelen Eerste ronde № 186 «onderlinge duels» 19:00 uur (UTC+2) | Hongarije                   | 3 – 0 | Italië | Töölön Pallokenttä, Helsinki Toeschouwers: 13.870 Scheidsrechter: Karel van der Meer (NED) |
| 21 juli Olympische Spelen Eerste ronde № 186 «onderlinge duels» 19:00 uur (UTC+2) | Palotás 11', 20' Kocsis 83' |       |        | Töölön Pallokenttä, Helsinki Toeschouwers: 13.870 Scheidsrechter: Karel van der Meer (NED) |

|  |  |  |  |  |  |  |  |  |

|                                                                         |                  |       |                    |                                                                             |
| 26 oktober Vriendschappelijk № 187 «onderlinge duels» 14:00 uur (UTC+1) | Zweden           | 1 – 1 | Italië             | Råsundastadion, Solna Toeschouwers: 37.679 Scheidsrechter: Bill Evans (ENG) |
| 26 oktober Vriendschappelijk № 187 «onderlinge duels» 14:00 uur (UTC+1) | Hans Persson 15' |       | 7' Pasquale Vivolo | Råsundastadion, Solna Toeschouwers: 37.679 Scheidsrechter: Bill Evans (ENG) |

| |                                                 |       |             |                                                                                        |
| 28 december Centraal-Europese Internationale Beker 1948-1953 № 188 «onderlinge duels» 14:30 uur (UTC+1) | Italië                                          | 2 – 0 | Zwitserland | Stadio La Favorita, Palermo Toeschouwers: 32.000 Scheidsrechter: Laurent Franken (BEL) |
| 28 december Centraal-Europese Internationale Beker 1948-1953 № 188 «onderlinge duels» 14:30 uur (UTC+1) | Egisto Pandolfini 3' (pen.) Amleto Frignani 72' |       |             | Stadio La Favorita, Palermo Toeschouwers: 32.000 Scheidsrechter: Laurent Franken (BEL) |

### 1953
| |                   |       |        |                                                                                   |
| 26 april Centraal-Europese Internationale Beker 1948-1953 № 189 «onderlinge duels» 16:00 uur (UTC+1) | Tsjecho-Slowakije | 2 – 0 | Italië | Letenskýstadion, Praag Toeschouwers: 35.000 Scheidsrechter: Laurent Franken (BEL) |
| 26 april Centraal-Europese Internationale Beker 1948-1953 № 189 «onderlinge duels» 16:00 uur (UTC+1) | Pažický 79', 81'  |       |        | Letenskýstadion, Praag Toeschouwers: 35.000 Scheidsrechter: Laurent Franken (BEL) |

| |        |                               |           |                                                                             |
| 17 mei Centraal-Europese Internationale Beker 1948-1953 № 190 «onderlinge duels» 16:15 uur (UTC+1) | Italië | 0 – 3                         | Hongarije | Stadio Olimpico, Rome Toeschouwers: 80.000 Scheidsrechter: Bill Evans (ENG) |
| 17 mei Centraal-Europese Internationale Beker 1948-1953 № 190 «onderlinge duels» 16:15 uur (UTC+1) |        | 41' Hidegkuti 63', 68' Puskás |           | Stadio Olimpico, Rome Toeschouwers: 80.000 Scheidsrechter: Bill Evans (ENG) |

|                                                                             |             |       |                                          |                                                                                       |
| 13 november WK 1954 kwalificatie № 191 «onderlinge duels» 15:00 uur (UTC+2) | Egypte      | 1 – 2 | Italië                                   | Prince Farouk Stadion, Caïro Toeschouwers: 20.000 Scheidsrechter: Erich Steiner (AUT) |
| 13 november WK 1954 kwalificatie № 191 «onderlinge duels» 15:00 uur (UTC+2) | Ad-Diba 33' |       | 62' Amleto Frignani 79' Ermes Muccinelli | Prince Farouk Stadion, Caïro Toeschouwers: 20.000 Scheidsrechter: Erich Steiner (AUT) |

|                                                                          |                                                                     |       |                   |                                                                                                |
| 13 december Vriendschappelijk № 192 «onderlinge duels» 15:00 uur (UTC+1) | Italië                                                              | 3 – 0 | Tsjecho-Slowakije | Stadio Comunale Luigi Ferraris, Genua Toeschouwers: 50.000 Scheidsrechter: Henri Bauwens (BEL) |
| 13 december Vriendschappelijk № 192 «onderlinge duels» 15:00 uur (UTC+1) | Sergio Cervato 23' Eduardo Ricagni 27' Egisto Pandolfini 47' (pen.) |       |                   | Stadio Comunale Luigi Ferraris, Genua Toeschouwers: 50.000 Scheidsrechter: Henri Bauwens (BEL) |

### 1954
|                                                                            |                                                                                           |       |                     |                                                                      |
| 24 januari WK 1954 kwalificatie № 193 «onderlinge duels» 14:30 uur (UTC+1) | Italië                                                                                    | 5 – 1 | Egypte              | San Siro, Milaan Toeschouwers: 40.000 Scheidsrechter: Leo Horn (NED) |
| 24 januari WK 1954 kwalificatie № 193 «onderlinge duels» 14:30 uur (UTC+1) | Egisto Pandolfini 1' Amleto Frignani 62' Giampiero Boniperti 65', 86' Eduardo Ricagni 84' |       | 32' Alaa El-Hamouly | San Siro, Milaan Toeschouwers: 40.000 Scheidsrechter: Leo Horn (NED) |

|                                                                       |                    |       |                                            |                                                                                                  |
| 11 april Vriendschappelijk № 194 «onderlinge duels» 15:00 uur (UTC+1) | Frankrijk          | 1 – 3 | Italië                                     | Stade olympique Yves-du-Manoir, Colombes Toeschouwers: 61.382 Scheidsrechter: Arthur Ellis (ENG) |
| 11 april Vriendschappelijk № 194 «onderlinge duels» 15:00 uur (UTC+1) | Roger Piantoni 26' |       | 29' Egisto Pandolfini 35', 50' Carlo Galli | Stade olympique Yves-du-Manoir, Colombes Toeschouwers: 61.382 Scheidsrechter: Arthur Ellis (ENG) |

| Wereldkampioenschap voetbal 1954 |
| -------------------------------- |

|                                                                    |                                    |       |                         |                                                                                                  |
| 17 juni WK 1954 Groep D № 195 «onderlinge duels» 18:00 uur (UTC+1) | Zwitserland                        | 2 – 1 | Italië                  | Stade Olympique de la Pontaise, Lausanne Toeschouwers: 40.749 Scheidsrechter: Mário Vianna (BRA) |
| 17 juni WK 1954 Groep D № 195 «onderlinge duels» 18:00 uur (UTC+1) | Robert Ballaman 18' Seppe Hügi 78' |       | 44' Giampiero Boniperti | Stade Olympique de la Pontaise, Lausanne Toeschouwers: 40.749 Scheidsrechter: Mário Vianna (BRA) |

|                                                                    |                   |       |                                                                                     |                                                                                    |
| 17 juni WK 1954 Groep D № 196 «onderlinge duels» 17:00 uur (UTC+1) | België            | 1 – 4 | Italië                                                                              | Cornaredo Stadium, Lugano Toeschouwers: 24.000 Scheidsrechter: Erich Steiner (AUT) |
| 17 juni WK 1954 Groep D № 196 «onderlinge duels» 17:00 uur (UTC+1) | Léopold Anoul 81' |       | 41' (pen.) Egisto Pandolfini 48' Carlo Galli 58' Amleto Frignani 78' Benito Lorenzi | Cornaredo Stadium, Lugano Toeschouwers: 24.000 Scheidsrechter: Erich Steiner (AUT) |

|                                                                     |                                                            |       |                  |                                                                                   |
| 23 juni WK 1954 Play-off № 197 «onderlinge duels» 18:00 uur (UTC+1) | Zwitserland                                                | 4 – 1 | Italië           | St. Jakob-Park, Bazel Toeschouwers: 28.655 Scheidsrechter: Mervyn Griffiths (WAL) |
| 23 juni WK 1954 Play-off № 197 «onderlinge duels» 18:00 uur (UTC+1) | Seppe Hügi 14', 85' Robert Ballaman 48' Jacques Fatton 90' |       | 67' Fulvio Nesti | St. Jakob-Park, Bazel Toeschouwers: 28.655 Scheidsrechter: Mervyn Griffiths (WAL) |

|  |  |  |  |  |  |  |  |  |

|                                                                         |                                    |       |            |                                                                                |
| 5 december Vriendschappelijk № 198 «onderlinge duels» 14:30 uur (UTC+1) | Italië                             | 2 – 0 | Argentinië | Stadio Olimpico, Rome Toeschouwers: 80.000 Scheidsrechter: Erich Steiner (AUT) |
| 5 december Vriendschappelijk № 198 «onderlinge duels» 14:30 uur (UTC+1) | Amleto Frignani 1' Carlo Galli 48' |       |            | Stadio Olimpico, Rome Toeschouwers: 80.000 Scheidsrechter: Erich Steiner (AUT) |

### 1955
|                                                                         |                         |       |        |                                                                                         |
| 16 januari Vriendschappelijk № 199 «onderlinge duels» 14:30 uur (UTC+1) | Italië                  | 1 – 0 | België | Stadio della Vittoria, Bari Toeschouwers: 42.000 Scheidsrechter: Sándor Harangozó (HUN) |
| 16 januari Vriendschappelijk № 199 «onderlinge duels» 14:30 uur (UTC+1) | Giampiero Boniperti 43' |       |        | Stadio della Vittoria, Bari Toeschouwers: 42.000 Scheidsrechter: Sándor Harangozó (HUN) |

|                                                                       |                                               |       |                    |                                                                                  |
| 30 maart Vriendschappelijk № 200 «onderlinge duels» 16:30 uur (UTC+1) | West-Duitsland                                | 1 – 2 | Italië             | Neckarstadion, Stuttgart Toeschouwers: 82.000 Scheidsrechter: István Zsolt (HUN) |
| 30 maart Vriendschappelijk № 200 «onderlinge duels» 16:30 uur (UTC+1) | Erich Juskowiak 20' (pen.) Gino Pivatelli 40' |       | 9' Amleto Frignani | Neckarstadion, Stuttgart Toeschouwers: 82.000 Scheidsrechter: István Zsolt (HUN) |

| |        |                                                                                       |             |                                                                                  |
| 29 mei Centraal-Europese Internationale Beker 1955-1960 № 201 «onderlinge duels» 16:00 uur (UTC+1) | Italië | 0 – 4                                                                                 | Joegoslavië | Stadio Comunale, Turijn Toeschouwers: 65.000 Scheidsrechter: Erich Steiner (AUT) |
| 29 mei Centraal-Europese Internationale Beker 1955-1960 № 201 «onderlinge duels» 16:00 uur (UTC+1) |        | 48' Todor Veselinović 65' Branko Zebec 81' (e.d.) Mario Bergamaschi 82' Bernard Vukas |             | Stadio Comunale, Turijn Toeschouwers: 65.000 Scheidsrechter: Erich Steiner (AUT) |

| |                     |       |        |                                                                                   |
| 27 november Centraal-Europese Internationale Beker 1955-1960 № 202 «onderlinge duels» 14:00 uur (UTC+1) | Hongarije           | 2 – 0 | Italië | Népstadion, Boedapest Toeschouwers: 70.000 Scheidsrechter: Nikolay Latyshev (URS) |
| 27 november Centraal-Europese Internationale Beker 1955-1960 № 202 «onderlinge duels» 14:00 uur (UTC+1) | Puskás 81' Tóth 84' |       |        | Népstadion, Boedapest Toeschouwers: 70.000 Scheidsrechter: Nikolay Latyshev (URS) |

|                                                                          |                                             |       |                 |                                                                                 |
| 18 december Vriendschappelijk № 203 «onderlinge duels» 14:30 uur (UTC+1) | Italië                                      | 2 – 1 | West-Duitsland  | Olympisch Stadion, Rome Toeschouwers: 82.000 Scheidsrechter: Arthur Ellis (ENG) |
| 18 december Vriendschappelijk № 203 «onderlinge duels» 14:30 uur (UTC+1) | Karl Mai 38' (e.d.) Giampiero Boniperti 83' |       | 88' Jupp Röhrig | Olympisch Stadion, Rome Toeschouwers: 82.000 Scheidsrechter: Arthur Ellis (ENG) |

### 1956
|                                                                          |                                            |       |           |                                                                                 |
| 15 februari Vriendschappelijk № 204 «onderlinge duels» 15:00 uur (UTC+1) | Italië                                     | 2 – 0 | Frankrijk | Stadio Comunale, Bologna Toeschouwers: 35.000 Scheidsrechter: Leo Lemešić (YUG) |
| 15 februari Vriendschappelijk № 204 «onderlinge duels» 15:00 uur (UTC+1) | Riccardo Carapellese 51' Guido Gratton 75' |       |           | Stadio Comunale, Bologna Toeschouwers: 35.000 Scheidsrechter: Leo Lemešić (YUG) |

|                                                                       |                                        |       |          |                                                                      |
| 25 april Vriendschappelijk № 205 «onderlinge duels» 15:30 uur (UTC+1) | Italië                                 | 3 – 0 | Brazilië | San Siro, Milaan Toeschouwers: 70.000 Scheidsrechter: Leo Horn (NED) |
| 25 april Vriendschappelijk № 205 «onderlinge duels» 15:30 uur (UTC+1) | Giuseppe Virgili 13', 62' ? 76' (e.d.) |       |          | San Siro, Milaan Toeschouwers: 70.000 Scheidsrechter: Leo Horn (NED) |

|                                                                      |                   |       |        |                                                                                        |
| 24 juni Vriendschappelijk № 206 «onderlinge duels» 15:00 uur (UTC−3) | Argentinië        | 1 – 0 | Italië | Estadio Monumental, Buenos Aires Toeschouwers: 100.000 Scheidsrechter: Reg Leafe (ENG) |
| 24 juni Vriendschappelijk № 206 «onderlinge duels» 15:00 uur (UTC−3) | orberto Conde 65' |       |        | Estadio Monumental, Buenos Aires Toeschouwers: 100.000 Scheidsrechter: Reg Leafe (ENG) |

|                                                                     |                          |       |        |                                                                                   |
| 1 juli Vriendschappelijk № 207 «onderlinge duels» 15:30 uur (UTC−3) | Brazilië                 | 2 – 0 | Italië | Maracanã, Rio de Janeiro Toeschouwers: 117.998 Scheidsrechter: Jack Husband (ENG) |
| 1 juli Vriendschappelijk № 207 «onderlinge duels» 15:30 uur (UTC−3) | Ferreira 29' Canário 56' |       |        | Maracanã, Rio de Janeiro Toeschouwers: 117.998 Scheidsrechter: Jack Husband (ENG) |

| |                     |       |                   |                                                                    |
| 11 november Centraal-Europese Internationale Beker 1955-1960 № 208 «onderlinge duels» 15:00 uur (UTC+1) | Zwitserland         | 1 – 1 | Italië            | Wankdorf, Bern Toeschouwers: 57.700 Scheidsrechter: Leo Horn (NED) |
| 11 november Centraal-Europese Internationale Beker 1955-1960 № 208 «onderlinge duels» 15:00 uur (UTC+1) | Robert Ballaman 26' |       | 35' Eddie Firmani | Wankdorf, Bern Toeschouwers: 57.700 Scheidsrechter: Leo Horn (NED) |

| |                  |       |            |                                                                                      |
| 9 december Centraal-Europese Internationale Beker 1955-1960 № 209 «onderlinge duels» 14:30 uur (UTC+1) | Italië           | 2 – 1 | Oostenrijk | Stadio Luigi Ferraris, Genua Toeschouwers: 55.000 Scheidsrechter: Emilio Guidi (SUI) |
| 9 december Centraal-Europese Internationale Beker 1955-1960 № 209 «onderlinge duels» 14:30 uur (UTC+1) | Longoni 37', 48' |       | 55' Körner | Stadio Luigi Ferraris, Genua Toeschouwers: 55.000 Scheidsrechter: Emilio Guidi (SUI) |

### 1957
|                                                                          |                   |       |               |                                                                                   |
| 25 april WK 1958 kwalificatie № 210 «onderlinge duels» 15:30 uur (UTC+1) | Italië            | 1 – 0 | Noord-Ierland | Olympisch Stadion, Rome Toeschouwers: 70.000 Scheidsrechter: Maurice Guigue (FRA) |
| 25 april WK 1958 kwalificatie № 210 «onderlinge duels» 15:30 uur (UTC+1) | Sergio Cervato 3' |       |               | Olympisch Stadion, Rome Toeschouwers: 70.000 Scheidsrechter: Maurice Guigue (FRA) |

| | |       |                    |                                                                                 |
| 12 mei Centraal-Europese Internationale Beker 1955-1960 № 211 «onderlinge duels» 16:30 uur (UTC+1) | Joegoslavië                                                                                           | 6 – 1 | Italië             | Maksimirstadion, Zagreb Toeschouwers: 45.000 Scheidsrechter: Martin Macko (TCH) |
| 12 mei Centraal-Europese Internationale Beker 1955-1960 № 211 «onderlinge duels» 16:30 uur (UTC+1) | Branko Zebec 10' Miloš Milutinović 26' Luka Lipošinović 40', 47' Zdravko Rajkov 49' Bernard Vukas 80' |       | 58' (pen.) Cervato | Maksimirstadion, Zagreb Toeschouwers: 45.000 Scheidsrechter: Martin Macko (TCH) |

|                                                                        |                                                     |       |        |                                                                                     |
| 26 mei WK 1958 kwalificatie № 212 «onderlinge duels» 16:30 uur (UTC+1) | Portugal                                            | 3 – 0 | Italië | Estádio Nacional, Oeiras Toeschouwers: 37.000 Scheidsrechter: Werner Treichel (FRG) |
| 26 mei WK 1958 kwalificatie № 212 «onderlinge duels» 16:30 uur (UTC+1) | Manuel Vasques 41' António Teixeira 83' Matateu 87' |       |        | Estádio Nacional, Oeiras Toeschouwers: 37.000 Scheidsrechter: Werner Treichel (FRG) |

|                                                                       |                     |       |                                         |                                                                                  |
| 4 december Vriendschappelijk № 213 «onderlinge duels» 14:30 uur (UTC) | Noord-Ierland       | 2 – 2 | Italië                                  | Windsor Park, Belfast Toeschouwers: 53.000 Scheidsrechter: Thomas Mitchell (NIR) |
| 4 december Vriendschappelijk № 213 «onderlinge duels» 14:30 uur (UTC) | Billy Cush 27', 60' |       | 24' Alcides Ghiggia 50' Miguel Montuori | Windsor Park, Belfast Toeschouwers: 53.000 Scheidsrechter: Thomas Mitchell (NIR) |

|                                                                             |                                           |       |          |                                                                          |
| 22 december WK 1958 kwalificatie № 214 «onderlinge duels» 14:30 uur (UTC+1) | Italië                                    | 3 – 0 | Portugal | San Siro, Milaan Toeschouwers: 50.000 Scheidsrechter: Ezio Damiani (YUG) |
| 22 december WK 1958 kwalificatie № 214 «onderlinge duels» 14:30 uur (UTC+1) | Guido Gratton 36', 72' Gino Pivatelli 84' |       |          | San Siro, Milaan Toeschouwers: 50.000 Scheidsrechter: Ezio Damiani (YUG) |

### 1958
|                                                                          |                                  |       |                   |                                                                               |
| 15 januari WK 1958 kwalificatie № 215 «onderlinge duels» 14:15 uur (UTC) | Noord-Ierland                    | 2 – 1 | Italië            | Windsor Park, Belfast Toeschouwers: 43.000 Scheidsrechter: István Zsolt (HUN) |
| 15 januari WK 1958 kwalificatie № 215 «onderlinge duels» 14:15 uur (UTC) | Jimmy McIlroy 13' Billy Cush 28' |       | 56' Dino Da Costa | Windsor Park, Belfast Toeschouwers: 43.000 Scheidsrechter: István Zsolt (HUN) |

| |                                  |       |                        |                                                                               |
| 23 maart Centraal-Europese Internationale Beker 1955-1960 № 216 «onderlinge duels» 15:00 uur (UTC+1) | Oostenrijk                       | 3 – 2 | Italië                 | Praterstadion, Wenen Toeschouwers: 60.000 Scheidsrechter: Gérard Versyp (BEL) |
| 23 maart Centraal-Europese Internationale Beker 1955-1960 № 216 «onderlinge duels» 15:00 uur (UTC+1) | Kozlicek 4' Körner 79' Buzek 82' |       | 47' Petris 61' Firmani | Praterstadion, Wenen Toeschouwers: 60.000 Scheidsrechter: Gérard Versyp (BEL) |

|                                                                         |                                    |       |                       | |
| 9 november Vriendschappelijk № 217 «onderlinge duels» 14:30 uur (UTC+1) | Frankrijk                          | 2 – 2 | Italië                | Stade olympique Yves-du-Manoir, Colombes Toeschouwers: 58.122 Scheidsrechter: Juan Gardeazábal (ESP) |
| 9 november Vriendschappelijk № 217 «onderlinge duels» 14:30 uur (UTC+1) | Jean Vincent 15' Just Fontaine 84' |       | 57', 65' Bruno Nicolè | Stade olympique Yves-du-Manoir, Colombes Toeschouwers: 58.122 Scheidsrechter: Juan Gardeazábal (ESP) |

| |                 |       |                    |                                                                                          |
| 13 december Centraal-Europese Internationale Beker 1955-1960 № 218 «onderlinge duels» 14:30 uur (UTC+1) | Italië          | 1 – 1 | Tsjecho-Slowakije  | Stadio Luigi Ferraris, Genua Toeschouwers: 40.000 Scheidsrechter: Kurt Tschenscher (FRG) |
| 13 december Centraal-Europese Internationale Beker 1955-1960 № 218 «onderlinge duels» 14:30 uur (UTC+1) | Carlo Galli 83' |       | 26' Josef Masopust | Stadio Luigi Ferraris, Genua Toeschouwers: 40.000 Scheidsrechter: Kurt Tschenscher (FRG) |

### 1959
|                                                                          |                        |       |                        |                                                                                    |
| 28 februari Vriendschappelijk № 219 «onderlinge duels» 15:30 uur (UTC+1) | Italië                 | 1 – 1 | Spanje                 | Stadio Olimpico, Rome Toeschouwers: 65.000 Scheidsrechter: Friedrich Seipelt (AUT) |
| 28 februari Vriendschappelijk № 219 «onderlinge duels» 15:30 uur (UTC+1) | Francisco Lojacono 84' |       | 68' Alfredo Di Stéfano | Stadio Olimpico, Rome Toeschouwers: 65.000 Scheidsrechter: Friedrich Seipelt (AUT) |

|                                                                    |                                       |       |                                       |                                                                                 |
| 6 mei Vriendschappelijk № 220 «onderlinge duels» 15:00 uur (UTC+1) | Engeland                              | 2 – 2 | Italië                                | Wembley Stadium, Londen Toeschouwers: 92.000 Scheidsrechter: Albert Dusch (FRG) |
| 6 mei Vriendschappelijk № 220 «onderlinge duels» 15:00 uur (UTC+1) | Bobby Charlton 26' Warren Bradley 38' |       | 56' Sergio Brighenti 61' Amos Mariani | Wembley Stadium, Londen Toeschouwers: 92.000 Scheidsrechter: Albert Dusch (FRG) |

| |                                      |       |                       |                                                                                           |
| 1 november Centraal-Europese Internationale Beker 1955-1960 № 221 «onderlinge duels» 14:15 uur (UTC+1) | Tsjecho-Slowakije                    | 2 – 1 | Italië                | Stadion Československé Armády, Praag Toeschouwers: 45.000 Scheidsrechter: Reg Leafe (ENG) |
| 1 november Centraal-Europese Internationale Beker 1955-1960 № 221 «onderlinge duels» 14:15 uur (UTC+1) | Milan Dolinský 29' Adolf Scherer 41' |       | 9' Francisco Lojacono | Stadion Československé Armády, Praag Toeschouwers: 45.000 Scheidsrechter: Reg Leafe (ENG) |

| |                    |       |           |                                                                                                 |
| 29 november Centraal-Europese Internationale Beker 1955-1960 № 222 «onderlinge duels» 14:30 uur (UTC+1) | Italië             | 1 – 1 | Hongarije | Stadio Comunale Giovanni Berta, Florence Toeschouwers: 67.000 Scheidsrechter: Piet Roomer (NED) |
| 29 november Centraal-Europese Internationale Beker 1955-1960 № 222 «onderlinge duels» 14:30 uur (UTC+1) | Cervato 56' (pen.) |       | 50' Tichy | Stadio Comunale Giovanni Berta, Florence Toeschouwers: 67.000 Scheidsrechter: Piet Roomer (NED) |

UEFA: Albanië · België · Bulgarije · Denemarken · West-Duitsland · Duitse Democratische Republiek · Engeland · Finland · Frankrijk · Griekenland · Hongarije · Ierland · IJsland · Italië · Joegoslavië · Kroatië · Luxemburg · Malta · Nederland · Noord-Ierland · Noorwegen · Oostenrijk · Polen · Portugal · Roemenië · Saarland · Schotland · Sovjet-Unie · Spanje · Tsjecho-Slowakije · Turkije · Wales · Zweden · Zwitserland

AFC: Israël
FIGC · A-internationals · Selecties · Bondscoaches · Italiaans vrouwenelftal · Olympisch elftal · Italië U21 · Italië U20 · Italië U19 · Italië U18 · Italië U17 · Italië U16 · Vrouwen U17
1910 – 1919 ·
1920 – 1929 ·
1930 – 1939 ·
1940 – 1949 ·
1950 – 1959 ·
1960 – 1969 ·
1970 – 1979 ·
1980 – 1989 ·
1990 – 1999 ·
2000 – 2009 ·
2010 – 2019 ·
2020 − 2029
EK's: 1968 · 
1980 · 
1988 · 
1996 · 
2000 · 
2004 · 
2008 · 
2012 · 
2016 ·
2020 ·
2024
WK's: 1934 · 
1938 · 
1950 · 
1954 · 
1962 · 
1966 · 
1970 · 
1974 · 
1978 · 
1982 · 
1986 · 
1990 · 
1994 · 
1998 · 
2002 · 
2006 · 
2010 · 
2014
OS: 1912 · 
1920 · 
1924 · 
1928 · 
1936 · 
1948 · 
1952 · 
1960 · 
1984 · 
1988 · 
1992 · 
1996 · 
2000 · 
2004 · 
2008
1911 · 
1912 · 
1913 · 
1914 · 
1915 · 
1916 · 1917 · 1918 · 1919 · 
1920 · 
1921 · 
1922 · 
1923 · 
1924 · 
1925 · 
1926 · 
1927 · 
1928 · 
1929 · 
1930 · 
1931 · 
1932 · 
1933 · 
1934 · 
1935 · 
1936 · 
1937 · 
1938 · 
1939 · 
1940 · 
1941 · 
1942 · 
1943 · 1944 · 
1945 · 
1946 · 
1947 · 
1948 · 
1949 · 
1950 · 
1952 · 
1952 · 
1953 · 
1954 · 
1955 · 
1956 · 
1957 · 
1958 · 
1959 · 
1960 · 
1961 · 
1962 · 
1963 · 
1964 · 
1965 · 
1966 · 
1967 · 
1968 · 
1969 · 
1970 · 
1971 · 
1972 · 
1973 · 
1974 · 
1975 · 
1976 · 
1977 · 
1978 · 
1979 · 
1980 · 
1981 · 
1982 · 
1983 · 
1984 · 
1985 · 
1986 · 
1987 · 
1988 · 
1989 · 
1990 ·
1991 · 
1992 · 
1993 · 
1994 · 
1995 · 
1996 · 
1997 · 
1998 · 
1999 · 
2000 · 
2001 · 
2002 · 
2003 · 
2004 · 
2005 · 
2006 · 
2007 · 
2008 · 
2009 · 
2010 · 
2011 · 
2012 · 
2013 · 
2014 · 
2015 · 
2016 · 
2017 ·
2018 ·
2019 ·
2020 ·
2021 ·
2022 ·
2023 ·
2024
Albanië ·
Algerije ·
Argentinië ·
Armenië ·
Australië ·
Azerbeidzjan ·
België ·
Bosnië en Herzegovina ·
Brazilië ·
Bulgarije ·
Canada ·
Chili ·
China ·
Costa Rica ·
Cyprus ·
DDR ·
Denemarken ·
Duitsland ·
Ecuador ·
Egypte ·
Engeland ·
Estland ·
Faeröer ·
Finland ·
Frankrijk ·
Georgië ·
Ghana ·
Griekenland ·
Haïti ·
Hongarije ·
Ierland ·
IJsland ·
Israël ·
Ivoorkust ·
Japan ·
Joegoslavië ·
Kameroen ·
Kroatië ·
Liechtenstein · 
Litouwen ·
Luxemburg ·
Malta ·
Marokko ·
Mexico ·
Moldavië ·
Montenegro ·
Nederland ·
Nieuw-Zeeland ·
Nigeria ·
Noord-Ierland ·
Noord-Korea ·
Noord-Macedonië ·
Noorwegen ·
Oekraïne ·
Oostenrijk ·
Paraguay ·
Peru ·
Polen ·
Portugal ·
Roemenië ·
Rusland ·
San Marino ·
Saoedi-Arabië ·
Schotland ·
Servië ·
Servië en Montenegro ·
Slovenië ·
Slowakije ·
Sovjet-Unie ·
Spanje ·
Tsjechië ·
Tsjecho-Slowakije ·
Tunesië ·
Turkije ·
Uruguay ·
Venezuela ·
Verenigde Staten ·
Wales ·
Wit-Rusland ·
Zuid-Afrika ·
Zuid-Korea ·
Zweden ·
Zwitserland
Argentinië (1982) · 
Australië (2006) · 
België (2016) · 
België (2021) · 
Brazilië (1970) · 
Brazilië (1982) · 
Brazilië (1994) · 
Costa Rica (2014) · 
Duitsland (2006) · 
Duitsland (2012) · 
Engeland (2012) ·
Engeland (2014) ·
Engeland (2021) ·
Frankrijk (2000) · 
Frankrijk (2006) · 
Frankrijk (2008) · 
Ghana (2006) · 
Hongarije (1938) · 
Ierland (2012) · 
Joegoslavië (1968) · 
Kameroen (1982) · 
Kroatië (2012) · 
Nederland (2008) · 
Nieuw-Zeeland (2010) · 
Oekraïne (2006) · 
Oostenrijk (2021) · 
Paraguay (2010) · 
Peru (1982) · 
Polen (1982, 1) · 
Polen (1982, 2) · 
Roemenië (2008) · 
Spanje (2008) ·
Spanje (2012, 1) ·
Spanje (2012, 2) ·
Spanje (2016) ·
Spanje (2021) ·
Tsjechië (2006) · 
Turkije (2021) · 
Uruguay (2014) · 
Verenigde Staten (2006) · 
Wales (2021) · 
West-Duitsland (1982) · 
Zweden (2016) · 
Zwitserland (2021)